# ジョージ・ショー (アメリカンフットボール)
ジョージ・ショー（George Shaw、1933年7月25日-1998年1月3日）は、アメリカ合衆国オレゴン州ポートランド出身のアメリカンフットボール選手。ポジションはクォーターバック。

## 経歴
高校時代からQBとしてプレーし、州のチャンピオンに2度なった。オレゴン大学では、QB以外にセイフティ、ハーフバック、フランカー、キッカー、パンター、リターナーなども務め、1951年にはオレゴン州記録となる13インターセプトをあげた。オールアメリカンのファーストチームにアメリカンフットボールと野球の中堅手で選ばれた。
1955年のNFLドラフト全体1位でボルチモア・コルツから全体1位で指名されて契約金17,500ドルを提示されると、ニューヨーク・ヤンキースからの10,000ドルのオファーを断り入団した。彼はすぐに先発QBとなったが、1956年シーズン初めにひざを骨折し、ウィーブ・ユーバンクヘッドコーチは、控えQBのジョニー・ユナイタスを先発QBに起用、怪我から回復してもエースQBの座を取り戻すことはできなかった。その後2シーズンをユナイタスの控えとしてコルツで過ごした。
ショーは、ユーバンクヘッドコーチに対してトレード要求を行い、チャーリー・コナーリーがエースQBのニューヨーク・ジャイアンツか、Y・A・ティトルがエースQBのサンフランシスコ・フォーティナイナーズのいずれかへのトレードを強く願った。
1959年7月30日、翌年のドラフト2巡指名権と引換えにニューヨーク・ジャイアンツにトレードされ、2シーズンプレーした。
1961年のエクスパンションドラフトでミネソタ・バイキングスに移籍、開幕戦の先発QBを任された。だが、その試合の前半でフラン・ターケントンと交代させられ控えQBに降格した。1962年はAFLのデンバー・ブロンコスでプレー、シーズン終了後現役を引退した。
8シーズンのプロ生活で802回のパスで405回成功、5,829ヤード、41タッチダウン、63インターセプトの成績を残した。
1992年にオレゴン大学の殿堂入りを果たした。
1998年、多発性骨髄腫、骨髄ガンのため64歳で亡くなった。